# Alegeri legislative în România, 1961
Alegerile parlamentare din România din 1961 au fost convocate pe 5 martie 1961 în Republica Populară Română. Frontul Democrației Populare a obținut 99,77% din voturi și 465 de mandate.